# 블론디 (쿠키)

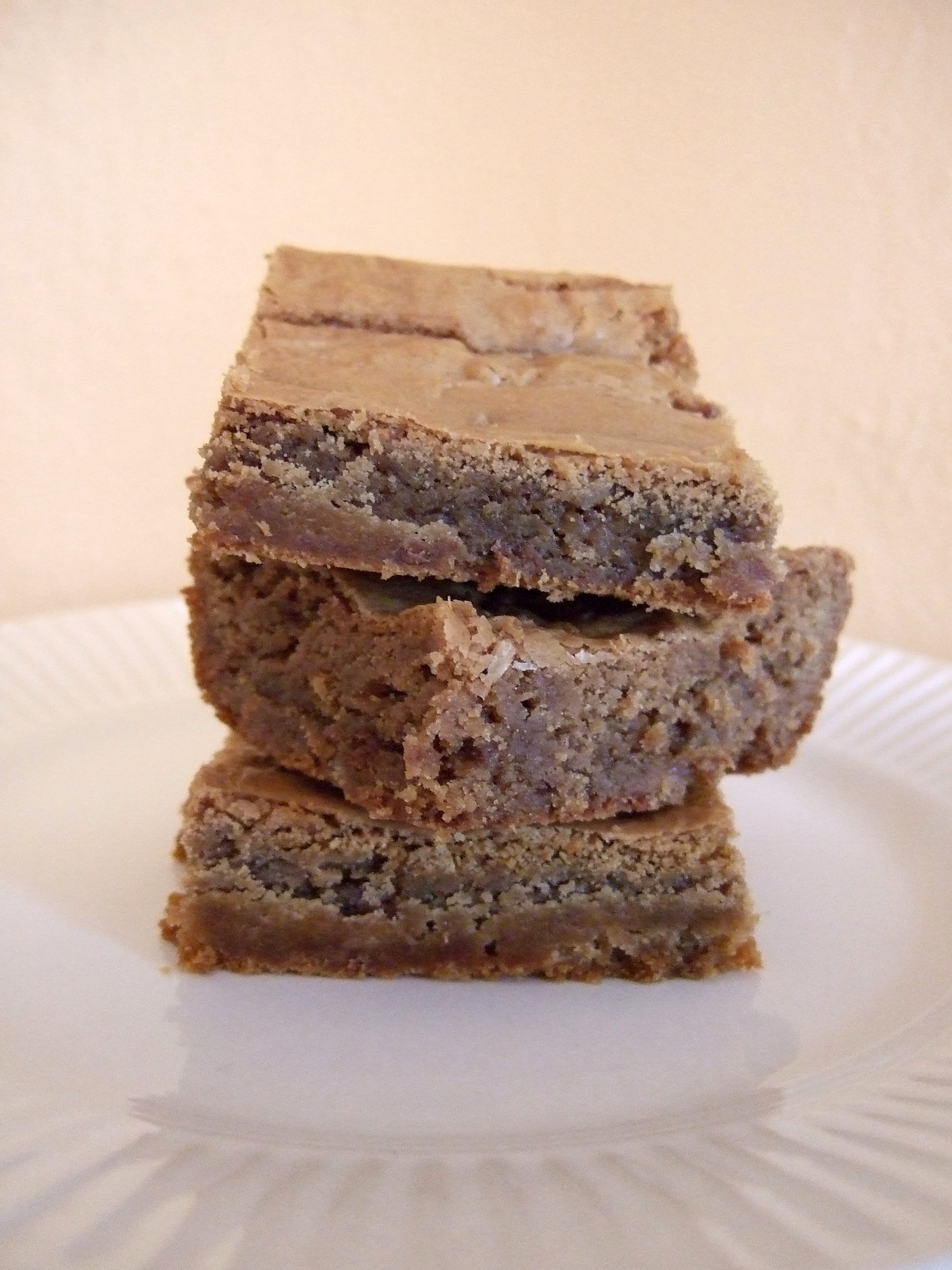
블론디

블론디(blondie) 또는 "블론드 브라우니(blond[e] brownie)", "블론디 바(blondie bar)"는 쿠키 또는 케이크의 일종으로 밀가루, 갈색 설탕, 버터, 달걀, 베이킹파우더, 바닐라를 이용하여 만든다. 기호에 따라 호두나 피칸을 넣어 만들기도 한다. 미국 오하이오주에서 처음 만들어진 것으로 알려져 있다.
블론디는 기존의 초콜릿 브라우니에서 코코아 파우더 대신 갈색 설탕을 넣는다는 차이점이 있다. 만드는 방법은 기존의 브라우니와 동일하게 사각형 모양의 틀에 담아 오븐에 구워낸다. 이렇게 초콜릿 브라우니와 여러가지로 닮은 점이 많기 때문에 '블론드 브라우니'라고도 불린다.
블론디는 초콜릿 브라우니처럼 초콜릿 칩을 첨가할 수도 있으며, 그 외에 여러 견과류를 섞어 만들기도 한다.

## 같이 보기
- 초콜릿 브라우니
- 해시